# Флора и Одиссей: блистательные приключения
«Флора и Одиссей: блистательные приключения» (англ. Flora & Ulysses: The Illuminated Adventures, букв. «Флора и Одиссей: иллюстрированные приключения») — сказочная повесть (роман) американской детской писательницы Кейт Дикамилло, рассказывающая о девочке, встретившей белку с суперспособностями. Опубликована в 2013 году. В 2015 году вышла в русском переводе Ольги Варшавер. Некоторые страницы книги представляют собой изложение событий не в виде текста, а в виде комикса.
К написанию повести Дикамилло отчасти подтолкнула встреча с раненой белкой на пороге своего дома.

## Сюжет
Десятилетняя Флора (Флорабелла) живёт с мамой-писательницей, автором любовных романов; её родители развелись, и папа навещает дочь по выходным. Флора считает себя циником и любит комиксы о супергероях, особенно об Инкандесто и его попугаихе Долорес. Однажды Флора видит, как соседка миссис Титхем, испытывающая на лужайке новый пылесос, засасывает им белку. Когда Флора освобождает бельчонка, она становится свидетелем того, как он одной лапкой поднимает над собой огромный пылесос: близость к смерти привела к появлению у белки суперспособностей. Флора решает, что бельчонок, которому она даёт имя Одиссей, — супергерой, и оставляет его себе. На следующий день Флора знакомится с Уильямом Спивером, внучатым племянником миссис Титхем, — странным мальчиком, который ходит в чёрных очках, потому что хочет быть «временно незрячим» (позже становится известно, что это было связано ссорой с матерью из-за того, что Уильям не уживался с отчимом). Не только Флора, но и Уильям с миссис Титхем убеждаются, что Одиссей понимает речь людей, умеет печатать на машинке и даже сочинять стихи. Однако мама Флоры, Филлис Бакмен, уверена, что белка заразна и ей не место в доме. Когда приходит папа Флоры, Джордж Бакмен, Филлис просит его увезти белку, посадить её в мешок и убить лопатой. Джордж и Флора, взяв Одиссея, уезжают на машине и по дороге заходят в закусочную «Пончик-великан», где Одиссей взлетает, однако запутывается в пышной причёске официантки, а потом ударяется о стеклянную дверь. Флора с папой едут в квартиру, где он сейчас живёт. Соседка папы, доктор философии Мишам, приглашает Флору к себе на чай, и та рассказывает ей про способности Одиссея. Когда на папу Флоры нападает злой кот, живущий в доме, Одиссей спасает папу, отшвырнув кота далеко в коридор.
Флора с папой возвращаются домой и рассказывают маме о произошедшем; дома они застают и Уильяма. Одиссей снова летает на глазах у них. Впечатлённая способностями белки, мама Флоры предлагает оставить белку, что кажется Флоре подозрительным. Ночью мама заставляет Одиссея написать прощальное письмо Флоре и увозит белку в лес, чтобы разделаться с ней, однако Одиссей взлетает и возвращается в город, где залетает в квартиру доктора Мишам. Проснувшись ночью и не увидев Одиссея, Флора зовёт на помощь миссис Титхем и Уильяма, и они отправляются на поиски. Отчаявшись найти белку, они приходят к папе Флоры и неожиданно застают его и Одиссея у Мишам. Туда же вскоре приходит мама Флоры, напуганная отсутствием дочери дома. Все примиряются и читают новое стихотворение Одиссея.

## Отзывы
Наталья Ключарёва пишет о том, что если бы ей надо было «рассказать о сути христианства, не употребляя ни одного религиозного термина (например, человеку, который их на дух не переносит)», она бы в перву очередь предложила книги ДиКамилло про мышонка Десперо и «Флору и Одиссея». Автор отмечает, что повествование у Кейт ДиКамилло всегда «насквозь иронично» и что писательница — «мастер бытового сюрреализма»: «она умеет увидеть и подчеркнуть прекрасную абсурдность происходящего, выловив в потоке жизни какую-нибудь оригинальную и смешную деталь, которая вмиг разрушает и инерцию восприятия, и излишний пафос». При этом «при всей абсурдности и фантастичности сюжетных ходов книги Кейт ДиКамилло никогда не производят впечатления сказки»: «Они настолько реалистичны, погружены в узнаваемую повседневность, что порой даже кажутся чем-то выходящим за пределы литературы». По мнению Ключарёвой, тот факт, что наиболее динамичные эпизоды «Флоры и Одиссея» рассказаны с помощью комиксов, абсолютно оправдан с художественной точки зрения: «Это не иллюстрация литературного вкуса героини-подростка и уж тем более не заигрывание с читателем-подростком. Комиксы использованы в сценах потасовок и там, где события развиваются так стремительно, что словесное описание сильно тормозило бы их».

## Награды
- В 2013 году книга вошла в лонглист Национальной книжной премии США по разделу детской литературы[5].
- В 2014 году книга было удостоена Медали Ньюбери[6] — эта награда стала второй у Дикамилло, ранее получавшей её за повесть «Приключения мышонка Десперо».

## Адаптации
- В 2021 году для канала Disney+ по повести был снят художественный фильм «Флора и Улисс», в главных ролях Матильда Лоулер, Элисон Ханниган и Бен Шварц. Сама Дикамилло выступила в фильме в камео[7].